# 黑點青蝽
黑點青蝽（学名：Glaucias beryllus）为蝽科青蝽屬下的一个种。